# Agrotis characteristica
Agrotis characteristica är en fjärilsart som beskrevs av Alphéraky 1892. Agrotis characteristica ingår i släktet Agrotis och familjen nattflyn. Inga underarter finns listade i Catalogue of Life.

## Bildgalleri

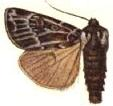